# Lagos da Beira
Lagos da Beira ist eine Ortschaft und ehemalige Gemeinde (Freguesia) im portugiesischen Kreis von Oliveira do Hospital. Am 30. Juni 2011 hatte die Gemeinde 783 Einwohner auf einer Fläche von 8,3 km².
Im Zuge der kommunalen Neuordnung Portugals am 29. September 2013 wurde die Gemeinde Lagos da Beira mit Lajeosa zur neuen Gemeinde União das Freguesias de Lagos da Beira e Lajeosa zusammengeschlossen. Sitz der neuen Gemeinde wurde Lagos da Beira.